# Canal de Murole
Le canal de Murole (finnois : Muroleen kanava) est un canal situé à Ruovesi en Finlande. 

## Description
Le canal de Murole relie les lacs Palovesi et Vankavesi.
Le canal a été construit entre 1850 et 1854.
Le canal mesure 315 mètres de long et a une hauteur de chute de 0,9 m à 1,5 m. 
Les bateaux qui le traversent ont une longueur maximale de 40 mètres, une largeur de 7,7 mètres et un tirant d'eau de 2,4 mètres. 
La hauteur maximale du mât est de 18 mètres. 
Le pont sur le canal de Murole sur la route Yhdystie 3382 est un pont tournant, qui a remplacé, en 1877, l'unique pont-levis en deux parties construit sur le canal.
Le SS Tarjanne, entre autres, traverse le canal. 
Il y a un embarcadère à côté du canal, où Tarjanne s'arrête selon l'horaire sur la voie lacustre du poète qui va de Tampere à Ruovesi et Virrat et vice versa.